# Auf dem Altenteil
Auf dem Altenteil ist eine Novelle von Wilhelm Raabe, die im November 1878 entstand und am 30. Dezember 1878 im „Deutschen Montagsblatt“ bei Rudolf Mosse in Berlin erschien. Der Redakteur Oskar Blumenthal hatte die kleine Skizze angenommen.

## Inhalt
Die lieben Kinder und Kindeskinder des greisen Paares haben drei Viertel des Hauses peu à peu in Besitz genommen. Am Silvesterabend entschlüpfen die beiden Alten dem Trubel. Sie wollen nicht auf das neue Jahr warten, sondern auf ihrem Altenteil in den Lehnstühlen neben dem Ofen vor dem Zubettgehen sich noch ein wenig von dem Händeschütteln, Küssen und guten Neujahrswünschen erholen.
Im Dahindämmern erscheint dem Paar in den letzten Minuten des alten Jahres sein Ännchen. Das ist die älteste Tochter, die mit zwölf Jahren verstorben ist. Ännchen spricht zu den Eltern: „Wer kann mir meinen Platz nehmen in eurer Seele, wer in dem Hause, das ihr gebaut habt und in dem ihr mich einmal euer Glück nanntet?!“ Es sei immer da gewesen, fährt das Kind fort und erwähnt seinen kleinen Sarg, in den die Eltern es legen mussten. Doch, so tröstet die Tote, im Haus lebe ja wieder ein Ännchen – eines der Enkel des Paares. Der Versuch, am Silvesterabend gemeinsam mit den lebenden Kindern noch einmal jung zu sein, sei zwar anfangs nicht ganz gelungen, doch am Ende schon. Denn nun, da das tote Ännchen sich zu ihnen gesetzt habe, sei jene Rückkehr geglückt.
Das Paar spricht über die Erscheinung. Nach dem Glockenschlag zwölf schweigen beide.

## Rezeption
- Hoppe weist auf ein gemeinsames Merkmal der Erzählung mit „Der gute Tag“ und „Ein Besuch“ hin: In allen drei Texten sei die Vision beziehungsweise der Traum Stilelement.[5]
- Fuld nennt die Skizze unbedeutend[6] und sentimental-gefällig[7].

## Ausgaben

### Verwendete Ausgabe
- Auf dem Altenteil. Eine Silvester-Stimmung. S. 365–377. Mit einem Anhang, verfasst von Karl Hoppe, S. 471–473 in Hans Finck (Bearb.), Karl Hoppe (Bearb.): Wunnigel. Deutscher Adel. Der gute Tag. Auf dem Altenteil. Ein Besuch.  Vandenhoeck & Ruprecht, Göttingen 1977. Bd. 13 (2. Aufl., besorgt von Jörn Dräger), ISBN 3-525-20126-5 in Karl Hoppe (Hrsg.), Jost Schillemeit (Hrsg.), Hans Oppermann (Hrsg.), Kurt Schreinert (Hrsg.): Wilhelm Raabe. Sämtliche Werke. Braunschweiger Ausgabe. 24 Bde.